# Flush (песня)
Flush — первый сингл Брайана Уэлча с его дебютного альбома Save Me from Myself. Сингл был выпущен 8 июля 2008 года в интернет-магазине iTunes Store.

## Лирика
В буклете к синглу, Уэлч объясняет: 
Лирика сингла "Flush" повествует о смыве в унитазе всех плохих вещей в вашей жизни и начинанию всего сначала. Я словно смыл все свои молодые года с вечеринками, чтобы подняться с новой идеей. Весь этот ужас с алкоголем и наркотиками всегда казался мне интересным и весёлым. Этот образ жизни полностью безумен и я рад, что теперь живу по другому. И даже если я смогу вдохновить этим синглом хотя бы одного алкоголика или наркомана, чтобы бросить всё и стать чистым, значит песня выполнила своё предназначение. Но если у вас нет подобных проблем и вы слушаете эту песню просто потому что она кажется вам крутой — тогда это тоже клёво для меня.

## История записи песни
В буклете, Хэд говорит: 
Трек "Flush", можно сказать, был записан случайно. Летом 2005 года у меня была полоса жизни, во время которой я в течение сорока дней написал почти сорок песен. Были ли они хороши или плохи — не имеет значение, важно, что именно тогда "Flush" родилась. В течение первых десяти дней этой сорокадневной полосы я закончил запись песни "Save Me from Myself". Мне очень хотелось поскорее вернуться домой, после того как я весь день работал над песней, но внезапно я обнаружил, что забыл ключи от своей студии и в результате был заперт внутри неё. Пока я ждал, когда приедет мой друг и привезёт мне ключи, я начал думать о том, как круто это было, что вся эта музыка выплёскивается из меня. Затем внезапно я подумал: «сейчас я вернусь, возьмусь за клавиши, и как бы мои руки не легли на них, я напишу песню». Я знаю, это звучало дико, но я знал, что из этого получится клёвый звук. После того как я записал идею песни, я только встряхнул голову и рассмеялся, потому что я написал такой крутой рифф даже не особо стараясь».
Брайан также прокомментировал звуки рвоты во вступлении к песне. «Чтобы записать звук рвоты, мы принесли в ванную студии микрофон и стойку для него, и после того как мы налили большую кружку рассола с кусочками огурцов, я записал лучшее исполнение рвоты в своей жизни... Моя мама должна гордиться мной.

## Видеоклип
Режиссёром видео на сингл "Flush" является Френки Нассо из Nova Entertaiment. Видео было выпущено 5 сентября 2008 года. Согласно пресс-релизу к видео:
Видео на сингл "Flush" сильно отличается от того, что ожидает консервативная пресса от Хэда и его духовного возрождения. Оно без приукрашений ставит вас перед очень честным взглядом на глубины личности, которая удовлетворяет свою алкогольную/наркотическую зависимость или другое зло. Дополненное кадрами с рассказами реальных историй жизни, игра Хэда быстро завладеет картинкой и даст ответ на вопрос любого — может ли он по-прежнему зажигать как во времена Korn или даже круче. Сообщение в финальной сцене заставит зрителей долго и тщательно подумать об их предубеждениях, в которых они представляли данный социальный тип людей как неудачников.
Содержание видеоклипа заставило некоторых продавцов снять диск "Save Me from Myself" с полок магазина. Эта реакция заставила Брайана записать видео с объяснением смысла клипа:
Видео "Flush" рассказывает о зависимости от метамфетамина и всяких сумасшедших вещах, которые делает наркоман в то время, когда он находится под кайфом. Всё, что делали модели в клипе — это то, чем я занимался, когда был под кайфом. Видео отражает очень реалистичный взгляд на зависимость и то, к чему вас это приведёт, если уже вы попали на крючок. Я понимаю, что возможно в клипе слишком много изображений моделей, но честно говоря, я только пытался быть правдивым, показывая, что было в моей жизни и что из себя представляю я теперь. Я был полностью во власти метамфетамина... Я готов был делать что угодно, чтобы получить свой наркотик... Я верю в то, что был бы сейчас мёртв, если бы продолжал принимать метамфетамин, но, вместо этого, я решил отдать свою жизнь Христу и умереть своим внутренним я, чтобы Иисус мог через меня пройти воскрешение. Что особенно важно, видео дополнено историями реальных жизней детей, которые честно рассказывают о своей зависимости.

## Реакция общественности
В основном, реакция на видео "Flush" была нейтральная. Некоторые обозреватели назвали «рвотное» вступление излишним. По этому поводу обозревать AllMusicGuide, Уильям Ралман написал: «...у нас не должно быть много христианских альбомов, которые содержат песни вроде "Flush", которая начинается и заканчивается звуками, как кто-то срыгивает в туалет». Обозреватель Christianity Today, Андреа Гофор комментирует: «...я не думаю, что это было действительно необходимо — записывать как кто-то рыгает ... чтобы передать отвратительность алкоголизма и наркозависимости...» Продолжая критиковать "Flush", Гофор сравнил его с синглом Korn — "Freak on a Leash", «только в отличие от "Freak on a Leash", "Flush" не произвёл тот же фурор, как это сделал "Freak on a Leash" в 1998 году».
Несмотря на это, некоторые обозреватели хвалили песню. Обозревать ArtistDirect, Рик Флорино сказал: «"Flush" одновременно броская и эпическая ... Песня притягивает множество слушателей множеством слоёв, каждый из которых она раскрывает и показывает сущность». Несмотря на критику Гофор признал, что у песни есть некоторые положительные аспекты в интерпретации: «Подход Хэда к написанию песен очень честен и решителен. Вместо того, чтобы следовать лёгкой дорожкой, он углубляется в свои признания». Обозреватель Jesusfreakhideout, Кевин Хоскинс также похвалил главное утверждение песни: «песня "Flush" о смыве всего мусора из нашей жизни. Громкое скандирование "Come on, get up, let's change!" передаёт главное послание песни».